# Campionati mondiali di biathlon 2007
I Campionati mondiali di biathlon 2007 si svolsero dal 3 all'11 febbraio ad Anterselva, in Italia. Rispetto alle edizioni precedenti fu modificata la formula della staffetta mista, che passò da 4x6 km a 2x6 km + 2x7,5 km.
Sede delle gare fu la Südtirol Arena, che il 2 febbraio, alle 20:00, ospitò anche la cerimonia di apertura.

## Risultati

### Uomini

#### Sprint 10 km
| Posizione | Atleta                  | Nazione   | Tempo   |
| --------- | ----------------------- | --------- | ------- |
| 1         | Ole Einar Bjørndalen    | Norvegia  | 26:18.8 |
| 2         | Michal Šlesingr         | Rep. Ceca | + 4.8   |
| 3         | Andrij Deryzemlja       | Ucraina   | + 25.8  |
| 4         | Björn Ferry             | Svezia    | -       |
| 5         | Tomasz Sikora           | Polonia   | -       |
| 6         | Mattias Nilsson         | Svezia    | -       |
| 7         | Emil Hegle Svendsen     | Norvegia  | -       |
| 8         | Raphaël Poirée          | Francia   | -       |
| 9         | René-Laurent Vuillermoz | Italia    | -       |
| 10        | Matthias Simmen         | Svizzera  | -       |

3 febbraio, ore 10:45

#### Inseguimento 12,5 km
| Posizione | Atleta               | Nazione   | Tempo    |
| --------- | -------------------- | --------- | -------- |
| 1         | Ole Einar Bjørndalen | Norvegia  | 32:21.2  |
| 2         | Maksim Čudov         | Russia    | + 1:09.8 |
| 3         | Vincent Defrasne     | Francia   | + 1:09.9 |
| 4         | Michal Šlesingr      | Rep. Ceca | -        |
| 5         | Emil Hegle Svendsen  | Norvegia  | -        |
| 6         | Raphaël Poirée       | Francia   | -        |
| 7         | Tomasz Sikora        | Polonia   | -        |
| 8         | Dmitrij Jarošenko    | Russia    | -        |
| 9         | Ivan Čerezov         | Russia    | -        |
| 10        | Michael Rösch        | Germania  | -        |

4 febbraio, ore 11:15

#### Partenza in linea 15 km
| Posizione | Atleta               | Nazione     | Tempo   |
| --------- | -------------------- | ----------- | ------- |
| 1         | Michael Greis        | Germania    | 37:52.1 |
| 2         | Andreas Birnbacher   | Germania    | + 15.4  |
| 3         | Raphaël Poirée       | Francia     | + 28.1  |
| 4         | Ole Einar Bjørndalen | Norvegia    | -       |
| 5         | Sven Fischer         | Germania    | -       |
| 6         | Frode Andresen       | Norvegia    | -       |
| 7         | Christoph Sumann     | Austria     | -       |
| 8         | Simon Fourcade       | Francia     | -       |
| 9         | Jay Hakkinen         | Stati Uniti | -       |
| 10        | Mattias Nilsson      | Svezia      | -       |

11 febbraio, ore 14:15

#### Individuale 20 km
| Posizione | Atleta           | Nazione     | Tempo   |
| --------- | ---------------- | ----------- | ------- |
| 1         | Raphaël Poirée   | Francia     | 56:14.6 |
| 2         | Michael Greis    | Germania    | + 26.8  |
| 3         | Michal Šlesingr  | Rep. Ceca   | + 37.4  |
| 4         | Frode Andresen   | Norvegia    | -       |
| 5         | Nikolaj Kruglov  | Russia      | -       |
| 6         | Ivan Čerezov     | Russia      | -       |
| 7         | Tim Burke        | Stati Uniti | -       |
| 8         | Simon Fourcade   | Francia     | -       |
| 9         | Ricco Groß       | Germania    | -       |
| 10        | Halvard Hanevold | Norvegia    | -       |

6 febbraio, ore 14:15

#### Staffetta 4x7,5 km

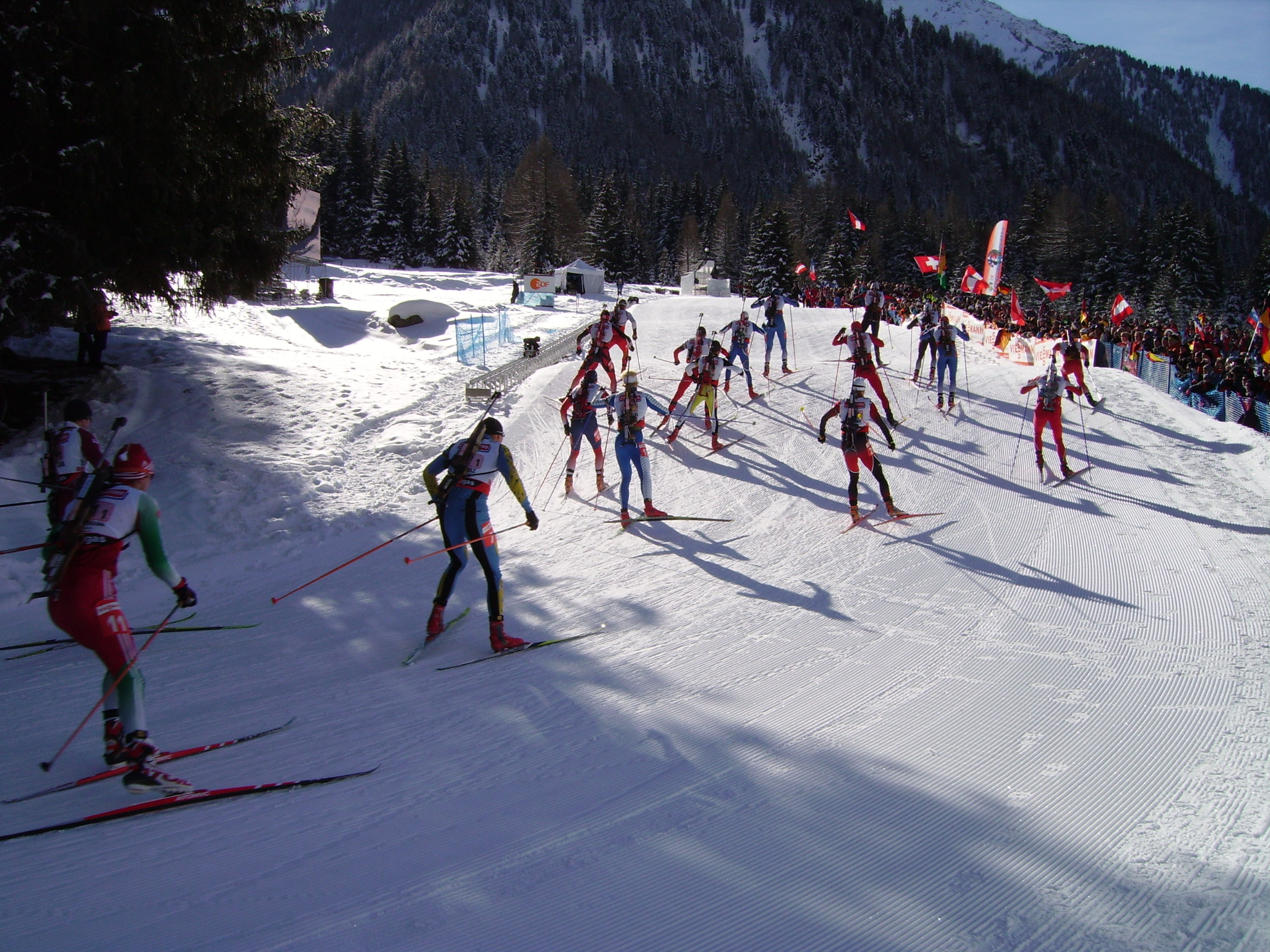
I primi frazionisti della staffetta maschile impegnati sulla salita della Huber

| Posizione | Nazione   | Atleti                                                                          | Tempo     |
| --------- | --------- | ------------------------------------------------------------------------------- | --------- |
| 1         | Russia    | Ivan Čerezov Maksim Čudov Dmitrij Jarošenko Nikolaj Kruglov                     | 1:14:36.1 |
| 2         | Norvegia  | Halvard Hanevold Lars Berger Frode Andresen Ole Einar Bjørndalen                | +1:00.5   |
| 3         | Germania  | Ricco Groß Michael Rösch Sven Fischer Michael Greis                             | +1:32.5   |
| 4         | Italia    | Christian De Lorenzi Wilfried Pallhuber Markus Windisch René-Laurent Vuillermoz | -         |
| 5         | Rep. Ceca | Ondřej Moravec Zdeněk Vítek Roman Dostál Michal Šlesingr                        | -         |

10 febbraio, ore 10:45

### Donne

#### Sprint 7,5 km
| Posizione | Atleta               | Nazione  | Tempo   |
| --------- | -------------------- | -------- | ------- |
| 1         | Magdalena Neuner     | Germania | 22:46.9 |
| 2         | Anna Carin Olofsson  | Svezia   | + 2.3   |
| 3         | Natal'ja Guseva      | Russia   | + 19.6  |
| 4         | Helena Ekholm        | Svezia   | -       |
| 5         | Ann Kristin Flatland | Norvegia | -       |
| 6         | Michela Ponza        | Italia   | -       |
| 7         | Kati Wilhelm         | Germania | -       |
| 8         | Tadeja Brankovič     | Slovenia | -       |
| 9         | Sandrine Bailly      | Francia  | -       |
| 10        | Tora Berger          | Norvegia | -       |

3 febbraio, ore 10:15

#### Inseguimento 10 km
| Posizione | Atleta                  | Nazione  | Tempo    |
| --------- | ----------------------- | -------- | -------- |
| 1         | Magdalena Neuner        | Germania | 33:32.54 |
| 2         | Linda Grubben           | Norvegia | + 7.1    |
| 3         | Anna Carin Olofsson     | Svezia   | + 7.6    |
| 4         | Natal'ja Guseva         | Russia   | -        |
| 5         | Tadeja Brankovič        | Slovenia | -        |
| 6         | Florence Baverel-Robert | Francia  | -        |
| 7         | Teja Gregorin           | Slovenia | -        |
| 8         | Michela Ponza           | Italia   | -        |
| 9         | Kati Wilhelm            | Germania | -        |
| 10        | Andrea Henkel           | Germania | -        |

4 febbraio, ore 14:15

#### Partenza in linea 12,5 km

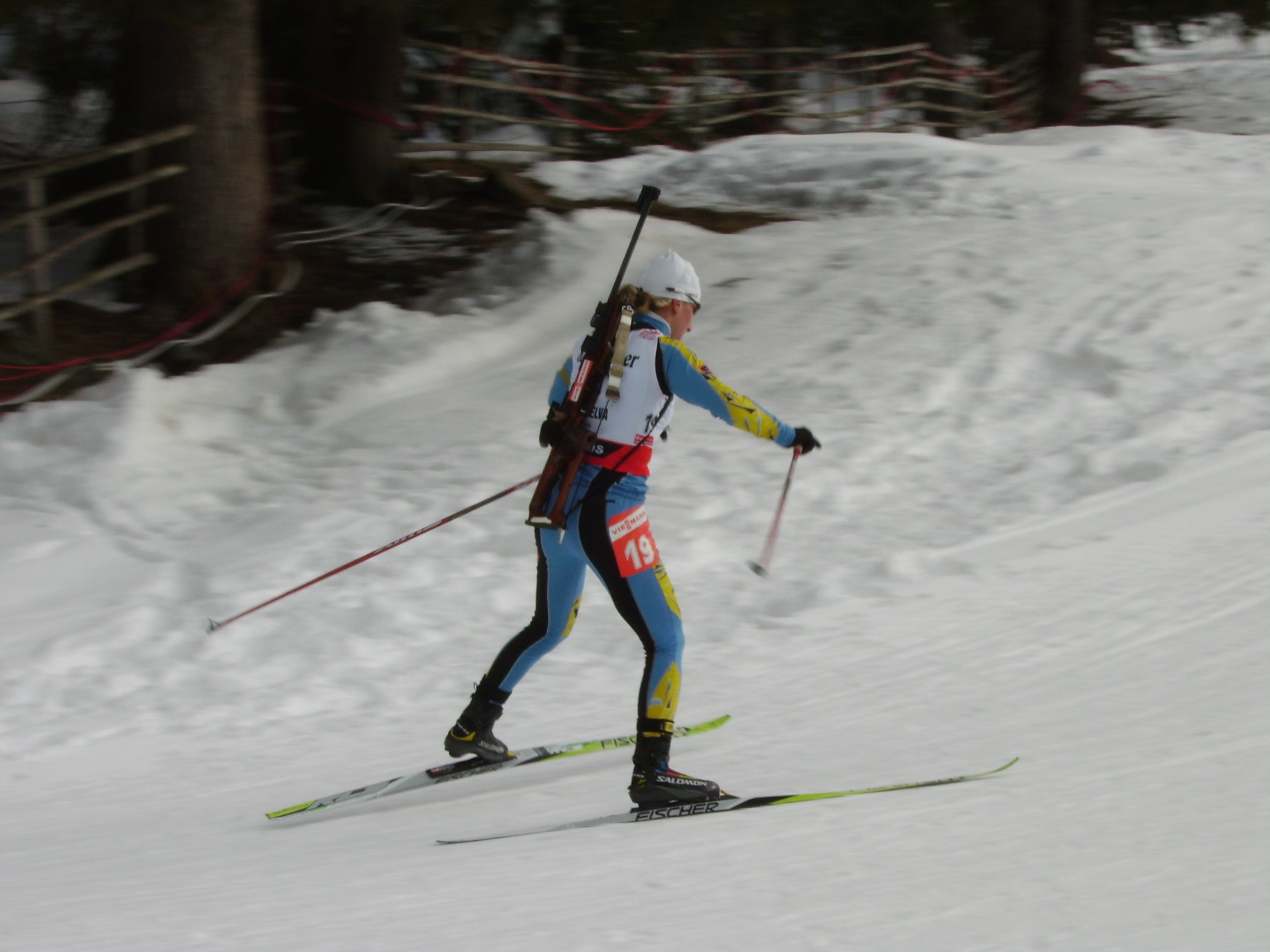
L'ucraina Vita Semerenko durante la gara di partenza in linea

| Posizione | Atleta                  | Nazione   | Tempo    |
| --------- | ----------------------- | --------- | -------- |
| 1         | Andrea Henkel           | Germania  | 37:130.1 |
| 2         | Martina Beck            | Germania  | + 4.6    |
| 3         | Kati Wilhelm            | Germania  | + 10.6   |
| 4         | Natal'ja Guseva         | Russia    | -        |
| 5         | Ekaterina Jur'eva       | Russia    | -        |
| 6         | Linda Grubben           | Norvegia  | -        |
| 7         | Kaisa Mäkäräinen        | Finlandia | -        |
| 8         | Helena Ekholm           | Svezia    | -        |
| 9         | Tadeja Brankovič        | Slovenia  | -        |
| 10        | Florence Baverel-Robert | Francia   | -        |

10 febbraio, ore 14:15

#### Individuale 15 km
| Posizione | Atleta                  | Nazione   | Tempo    |
| --------- | ----------------------- | --------- | -------- |
| 1         | Linda Grubben           | Norvegia  | 46:24.3  |
| 2         | Florence Baverel-Robert | Francia   | + 1:06.5 |
| 3         | Martina Beck            | Germania  | + 1:35.6 |
| 4         | Tora Berger             | Norvegia  | -        |
| 5         | Anna Carin Olofsson     | Svezia    | -        |
| 6         | Andrea Henkel           | Germania  | -        |
| 7         | Ekaterina Jur'eva       | Russia    | -        |
| 8         | Kaisa Mäkäräinen        | Finlandia | -        |
| 9         | Sandrine Bailly         | Francia   | -        |
| 10        | Oksana Chvostenko       | Ucraina   | -        |

7 febbraio, ore 14:15

#### Staffetta 4x6 km
| Posizione | Nazione     | Atlete                                                                  | Tempo     |
| --------- | ----------- | ----------------------------------------------------------------------- | --------- |
| 1         | Germania    | Martina Beck Andrea Henkel Magdalena Neuner Kati Wilhelm                | 1:14:19.1 |
| 2         | Francia     | Florence Baverel-Robert Delphyne Peretto Sylvie Becaert Sandrine Bailly | + 1:07.8  |
| 3         | Norvegia    | Tora Berger Ann Kristin Flatland Jori Mørkve Linda Grubben              | +1:29.7   |
| 4         | Slovenia    | Teja Gregorin Dijana Ravnikar Andreja Mali Tadeja Brankovič             | -         |
| 5         | Bielorussia | Vol'ha Kudrašova Dar"ja Domračava Ljudmila Anan'ka Natal'ja Sokolova    | -         |

11 febbraio, ore 11:00

### Misto

#### Staffetta 2x6 km + 2x7,5 km
| Posizione | Nazione  | Atlete                                                                  | Tempo     |
| --------- | -------- | ----------------------------------------------------------------------- | --------- |
| 1         | Svezia   | Helena Ekholm Anna Carin Olofsson Björn Ferry Carl Johan Bergman        | 1:20:04.7 |
| 2         | Francia  | Florence Baverel-Robert Sandrine Bailly Vincent Defrasne Raphaël Poirée | + 27.6    |
| 3         | Norvegia | Tora Berger Jori Mørkve Emil Hegle Svendsen Frode Andresen              | + 37.4    |
| 4         | Slovenia | Teja Gregorin Tadeja Brankovič Klemen Bauer Janez Marič                 | -         |
| 5         | Germania | Kathrin Hitzer Simone Hauswald Michael Greis Alexander Wolf             | -         |

8 febbraio, ore 14:15

## Medagliere per nazioni
| Posizione | Nazione   | Oro | Argento | Bronzo | Totale |
| --------- | --------- | --- | ------- | ------ | ------ |
| 1         | Germania  | 5   | 3       | 3      | 11     |
| 2         | Norvegia  | 3   | 2       | 2      | 7      |
| 3         | Francia   | 1   | 3       | 2      | 6      |
| 4         | Russia    | 1   | 1       | 1      | 3      |
|           | Svezia    | 1   | 1       | 1      | 3      |
| 6         | Rep. Ceca | 0   | 1       | 1      | 2      |
| 7         | Ucraina   | 0   | 0       | 1      | 1      |